# Call of the Klondike
Call of the Klondike è un film del 1950 diretto da Frank McDonald.
È un western avventuroso statunitense con Kirby Grant e Anne Gwynne. È basato su un racconto breve di James Oliver Curwood. Fa parte della serie di film con Kirby Grant e il suo cane Chinook realizzati per la Monogram Pictures.

## Produzione
Il film, diretto da Frank McDonald su una sceneggiatura di Charles Lang e un soggetto di James Oliver Curwood, fu prodotto da Lindsley Parsons per la Monogram Pictures e girato a Big Bear Lake e nei pressi del Cedar Lake (Big Bear Valley, San Bernardino National Forest), in California, dal 19 settembre a fine settembre 1950. Il titolo di lavorazione fu Fangs of the North.

## Distribuzione
Il film fu distribuito negli Stati Uniti dal 17 dicembre 1950 al cinema dalla Monogram Pictures.

## Promozione
La tagline è: Primitive Fury in the Untamed Gold Fields!.